# Marcelo Vieira
Marcelo Vieira da Silva Júnior (znan kot Marcelo), brazilski nogometaš, * 12. maj 1988, Rio de Janeiro, Brazilija.
Trenutno igra kot levi obrambni igralec v Olympiacosu, pred tem je petnajst sezon igral za Real Madrid.
Poročen je z manekenko Clarisse Alves (poročena 2008), s katero imata dva otroka, Enza Alvesa in Liama Alvesa.